# Abdon Batista (Santa Catarina)
Abdon Batista é um município brasileiro do estado de Santa Catarina. Localiza-se a uma latitude 27º36'40" sul e a uma longitude 51º01'21" oeste, estando a uma altitude de 716 metros. Sua população no censo 2022 era de 2.598 habitantes.
Possui uma área de 237 km².

## História
Por volta de 1919, descendentes de italianos vindos de Guaporé compraram as terras no local que chamaram de Vargem, pelo local ser plano com predominância de várzeas. Com o aumento do número de habitantes, o povoado passou a se chamar Vila Nova.
Em 2 de maio de 1934, o povoado foi elevado a distrito do município de Campos Novos através do Decreto nº 534, escolhendo mudar seu nome para Abdon Batista, em homenagem ao político homônimo. A emancipação veio em 26 de abril de 1989, com a Lei nº 7.584/89. O primeiro prefeito foi Santin  Palavro Júnior.

## Dados gerais
- Datas festivas:
  - 26 de abril - Aniversário do Município.
  - 25 de julho - Dia do Colono e do Motorista.
  - 25 de novembro - Festa de Nossa Senhora da Saúde (padroeira da cidade).
  - 8 de dezembro - Imaculada Conceição.
- Principais atividades econômicas: Agricultura, Pecuária e Geração de Energia.
- Colonização: Alemã e italiana.
- Localização: Planalto Sul, na microrregião da Amplasc a 353 km de Florianópolis.
- Cidades próximas: Campos Novos, Vargem, Anita Garibaldi, Cerro Negro.

## Localização
A principal via de ligação de Abdon Batista é a oeste com SC-284 são 45 km de rodovia pavimentada até a BR-470 (Campos Novos SC), também é possível chegar ao norte pela SC-452 percorrendo 18 km de rodovia não pavimentada até a BR-282 (Vargem SC), e ao sul pela SC-452 18 km de Rodovia não pavimentada até a SC-390 (Anita Garibaldi SC) e a leste 45 km de rodovias municipais não pavimentadas até a SC-390 (Cerro Negro SC).